# Helena Norberg-Hodge

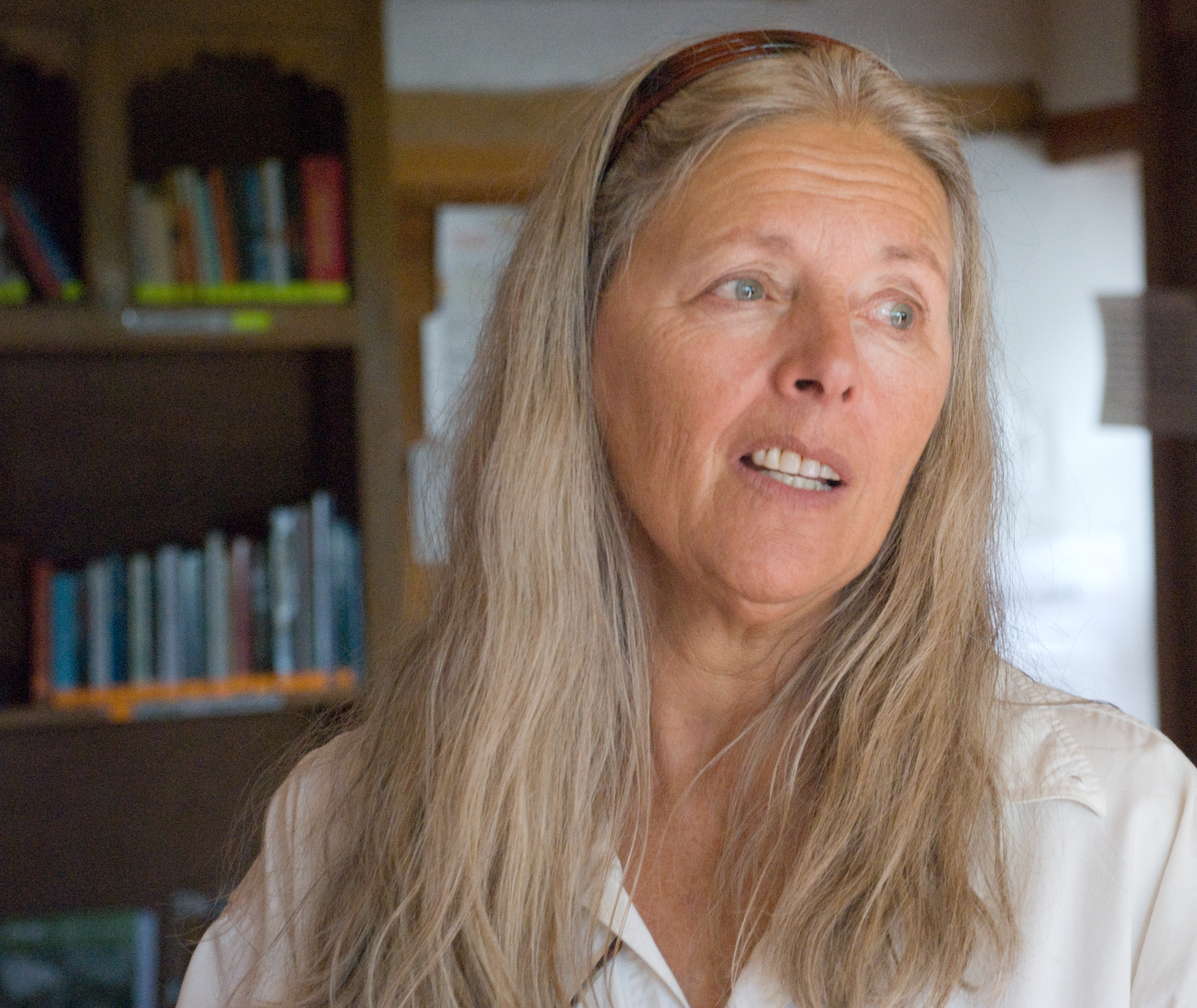
Helena Norberg-Hodge, 2009.

Helena Norberg-Hodge, född 1 februari 1946 i Sverige, är en svensk författare och miljöaktivist.

## Biografi
Norberg-Hodge utbildades i Sverige, Tyskland, Österrike, England och USA. Hon är specialiserad på lingvistik, inklusive studier på forskarnivå vid University of London och vid MIT under Noam Chomsky. Hon använder flytande sju språk och har bott i och studerat många kulturer med varierande grad av industrialisering. Den mest inflytelserika av dessa i att forma hennes världsbild är Himalayaregionen Ladakh.
Norberg-Hodge är känd som grundare och chef för Local Futures, tidigare känd som International Society for Ecology and Culture (ISEC). Local Futures är en ideell organisation "tillägnad vitalisering av kulturell och biologisk mångfald, och stärkande av lokala samhällen och ekonomier runt om i världen."
Ladakh, även känd som Little Tibet, är en avlägsen region på Tibetplatån, som till stor del levt isolerad från omvärlden.  År 1975 beslutade indiska regeringen att öppna Ladakh för turism och "utveckling", och Norberg-Hodge var en av de första västerlänningar att besöka regionen, då som översättare till ett tyskt filmteam. Hon kunde senare se hur ekonomiska krafter förändrade den genuina miljön i regionen. 
År 1978 grundade hon The Ladakh Project, där Local Futures är nu moderorganisationen, i syfte att motverka de alltför rosiga intrycken av livet i den urbana konsumentkulturen, och att åter ingjuta respekt för den traditionella kulturen. Hon hjälpte också till med att etablera flera inhemska icke-statliga organisationer i Ladakh såsom Women’s Alliance of Ladahk, Ladahk Environment and Health Organisation (LEHO), och Ladakh Ecological Development Group (LEDeG).
Norberg-Hodge är författare till Ancient Futures (1991), en bok om tradition och förändring i Himalayaregionen Ladakh. Som frispråkig kritiker av den ekonomiska globaliseringen, grundade hon 1994, tillsammans med Jerry Mander, Doug Tompkins, Vandana Shiva, Martin Khor och andra, International Forum on Globalization (IFG). Hon är en ledande förespråkare för lokalisering som en motvikt till de problem som uppstår till följd av globaliseringen, och grundade International Alliance for Lokalisation (IAL) 2014.
Norberg-Hodge producerade och regisserade också den prisbelönta dokumentärfilmen The Economics of Happiness (2011), som innehåller hennes argument mot den ekonomiska globaliseringen och för lokalisering. 
Norberg-Hodge ingår i International Commission on the Future of Food and Agriculture, som startades med stöd av regeringen i Toscana. Hon är också medlem av redaktionen av Ecologist Magazine och en av grundarna av International Forum on Globalization och Global Ecovillage Network.

## Erkännande
Under årens lopp har Norberg-Hodge fått stöd från många av världens ledare, däribland Prins Charles, Sadruddin Aga Khan, HH Dalai Lama, och indiska premiärministrarna Indira och Rajiv Gandhi. År 1986 fick hon Right Livelihood Award som ett erkännande för sitt arbete med LEDeG.
År 1993 utsågs hon till en av världens "tio mest intressanta miljökämpar" av Earth Journal. Hennes arbete har varit föremål för mer än 250 artiklar i över ett dussin länder.
I Carl McDaniel bok Wisdom for a Liveable Planet (Trinity University Press, 2005), profilerades hon som en av åtta visionärer som förändrar världen idag.
Den 25 november 2012, fick hon 2012 års Goi Peace Award från Goi Peace Foundation i Japan, "som ett erkännande av hennes pionjärarbete i den nya ekonomirörelsen för att bidra till att skapa en mer hållbar och rättvis värld.” 